# 劳尔·梅拉
劳尔·埃贝斯·梅拉（西班牙語：Raúl Ebers Mera，1936年6月14日—），乌拉圭男子篮球运动员，他曾代表乌拉圭参加1956年夏季奥运会和1960年夏季奥运会男子篮球比赛，分别获得铜牌和第八名。 